# François-Christophe Kellermann
François-Étienne-Christophe Kellermann, Duque de Valmy (Estrasburgo, 28 de Maio de 1735 – Paris, 13 de Setembro de 1820) foi um militar e político francês. Participou nas Guerras revolucionárias francesas e nas Guerras Napoleónicas. Recebeu o título de Marechal do Império em 1804 e, no ano seguinte, foi nomeado senador. Em 1808, recebeu o título de duque de Valmy.
Nascido no seio de uma família da nobreza, o seu pai, François de Kellermann era um alto das finanças e  e general de cavalaria, e a sua mãe a baronesa Marie von Dyrr. Com quinze anos entra na carreira militar, para o regimento de hussardos, Régiment de Loweridath. 
Durante o período do Terror, Kellermann foi preso durante treze meses suspeito de espionagem. Depois da morte de Maximilien de Robespierre, volta para o exército em 1795, para comandar os Exércitos dos Alpes e de Itália. 
Durante o governo de  Luís XVIII, é nomeado Par de França e, pelo facto de não ter participado activamente durante o período dos Cem Dias, aquando da Restauração francesa  consegue voltar ao seu lugar na Câmara dos Pares. 
Devido à sua idade avançada, entre 1804 e 1813 não ocupa nenhum comando militar activo, ficando, apenas, à frente de exércitos de reserva ou corpos de observação.
Faleceu com 85 anos, em Paris, e encontra-se sepultado no Cemitério de Père-Lachaise.